# Eugnosta argyroplaca
Eugnosta argyroplaca es una especie de polilla de la tribu Cochylini, familia Tortricidae.
Fue descrita científicamente por Meyrick en 1931.

## Distribución
Se encuentra en Arizona, Estados Unidos.